# Assemblée générale ordinaire
 (avril 2011).
 (avril 2011).
Si vous disposez d'ouvrages ou d'articles de référence ou si vous connaissez des sites web de qualité traitant du thème abordé ici, merci de compléter l'article en donnant les références utiles à sa vérifiabilité et en les liant à la section « Notes et références ».
Pour les articles homonymes, voir Assemblée générale (homonymie), AGA et AGO.
L’assemblée générale ordinaire ou AGO (aussi appelée assemblée générale annuelle ou AGA) est la réunion en assemblée des associés ou actionnaires d'une société. Elle se tient au minimum une fois par an, dans les six mois suivant la clôture de l'exercice comptable. Les actionnaires prennent ainsi part à son fonctionnement et à son contrôle.
L'AGO prend les décisions ordinaires telles que l'approbation des comptes annuels, la nomination du commissaire aux comptes (s'il y a lieu), l'affectation du résultat, l'approbation des conventions réglementées.

Les décisions y sont prises à la majorité simple (50 % + 1 voix) des voix présentes ou représentées.
À défaut de convocation dans les délais légaux, l'assemblée peut être réunie par le commissaire aux comptes, un mandataire désigné en justice, le liquidateur (si la société est en liquidation).
Dans la SA, l'AGO nomme les membres du conseil d'administration ou du conseil de surveillance et peut les révoquer à tout moment. Elle ne délibère valablement que si les actionnaires présents ou représentés possèdent au moins 20 % des actions ayant le droit de vote. Elle se réunit au siège social ou dans tout autre lieu du département, sauf clause contraire des statuts.

## Droit canadien
Dans la Loi canadienne sur les sociétés par actions (LCSA), les règles concernant les assemblées d'actionnaires sont prévues aux articles 132 à 144 LCSA.
Dans la Loi sur les sociétés par actions du Québec (LSAQ), les règles sur l'assemblée annuelle des actionnaires sont prévues aux articles 163 à 206 LSAQ.